# دوري هونغ كونغ لكرة القدم 1985–86
دوري هونغ كونغ لكرة القدم 1985–86 هو الموسم 41 من دوري هونغ كونغ لكرة القدم ‏. كان عدد الأندية المشاركة فيه 10، وفاز فيه نادي جنوب الصين.